# 圣马丹德尚 (伊夫林省)
圣马丹德尚（法語：Saint-Martin-des-Champs，法語發音：[sɛ̃ maʁtɛ̃ de ʃɑ̃] ⓘ）是法国伊夫林省的一个市镇，属于芒特拉若利区。

## 地名
法语人名在日常人名译名以及《世界人名翻譯大辭典》、《法语姓名译名手册》等主流人名译名类书籍资料中多译作“马丁”，不过在《世界地名翻译大辞典》、《世界地名译名词典》和《法国地图册》等主流地名译名类书籍资料中多译作“马丹”。

## 地理
圣马丹德尚（48°52'53"N, 1°43'1"E）面积6.21 平方千米，位于法国法蘭西島大區伊夫林省，该省份为法国北部内陆省份，北起瓦兹河谷省，西接厄尔省，西南接厄尔-卢瓦省，东南接埃松省，东临上塞纳省。
与圣马丹德尚接壤的市镇（或旧市镇、城区）包括：阿努维尔莱芒特、弗莱克桑维尔、古皮耶尔、奥尔热吕斯、普吕奈勒唐普勒、塞普特伊。
圣马丹德尚的时区为UTC+01:00、UTC+02:00（夏令时）。

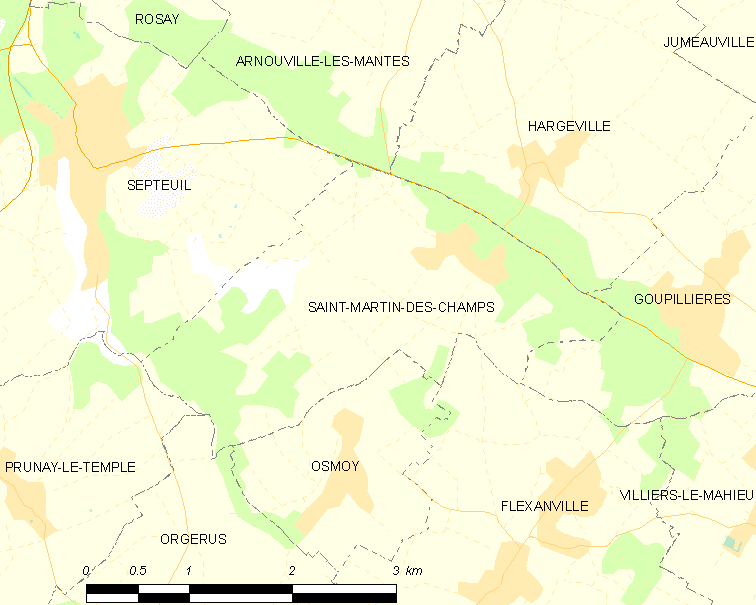
圣马丹德尚的OSM定位图

## 行政
圣马丹德尚的邮政编码为78790，INSEE市镇编码为78565。

## 政治
圣马丹德尚所属的省级选区为塞纳河畔博尼耶尔县。

## 人口

1962-2008年间圣马丹德尚人口变化图示

圣马丹德尚于2022年1月1日时的人口数量为304人。